# 드래곤 길들이기 (2010년 영화)
《드래곤 길들이기》(How to Train Your Dragon)는 2010년에 미국의 컴퓨터 애니메이션 판타지 영화로, 드림웍스 애니메이션의 로고가 처음으로 사용되었다. 2003년 동명의 아동 만화를 바탕으로 제작한 영화이며, 3D 영화, 4D 영화로도 제작되었다. 대한민국에선 개봉하기 전 영화진흥위원회의 예매율 통계에서 개봉 예정작 중 1위를 차지했으며, 어린이날을 맞아 진행한 유료시사회의 모든 회가 매진되고, 6만 명이 넘는 관객이 동원해 화제를 일으킨 적이있다. 개봉하자마자 북미 박스오피스 주간 1위를 하였으며, 그 후로 4주동안 3위안에 계속 머물렀고 5주차에는 1위를 다시 탈환하였다. 또한 2014년에는 드래곤 길들이기 2가 나왔고, 2019년에는 드래곤 길들이기 3이 나왔다ref

## 줄거리
드래곤과의 전쟁으로 하루도 조용할 날이 없는 버크 섬, 어른들은 드래곤은 인간을 무차별적으로 죽이는 살인병기라고 가르쳤고 태어나서 자라나는 아이들 또한 거기에 세뇌당해 일찍부터 드래곤과 싸우는 바이킹이 되려 훈련에 임한다. 하지만 바이킹족장의 외아들 히컵만은 예외였다. 무척이나 허약한데다 드래곤을 엄청 무서워해 그가 나서기만 하면 사고가 벌어졌다. 아버지인 족장은 물론이고 마을 사람들과 또래 친구들에게도 한심하다고 손가락질 받는탓에 언제나 외톨이였다. 그래서 바이킹이 되고싶다는 꿈마저도 접어야할 위기였다.
그러던 어느날 히컵은 기적적으로 아무도 본적없고 기록도 없는 희귀드래곤 나이트퓨리(Night Fury, 밤의 분노라는 뜻)을 잡게 되지만 날이 밝을때까지 이를 모르고있다 이른아침 인적없는 숲속에 쓰러져있는 그를 보고나서야 알게된다. 처음엔 잔뜩 겁먹었지만 곧 칼을 꺼내 그를 죽이려한다. 하지만 드래곤과 싸우지도 못하는 히컵이 바이킹들도 못잡았다는 전설의 드래곤을 죽일수 있을리가 없었다. 결국 잡은 드래곤을 다시 풀어주는 바이킹 역사상 상상조차 못하던 일까지 하고 만 히컵. 나이트퓨리는 풀려나자마자 죽일듯이 히컵에게 달려들었지만 이내 그냥 가버린다. 문득 그는 지금껏 알고있던 상식에 대해 의문을 품는다.
뿐만아니라 나이트퓨리는 히컵에 의해 한쪽 꼬리날개를 잃고 날지못하는 상황. 모든걸 알게 된 히컵은 나이트퓨리에게 말을 걸거나 함께 어울리는등 그에게 다가가기 시작했고 알려진것과는 달리 무척이나 온순한 나이트퓨리를 보며 의문은 강해진다. 그러다 한번은 먹을것을 준적이 있었는데 그의 입안엔 이빨이 하나도 없었다. 이를 본 히컵은 이빨이 없단 의미로 투슬리스(Toothless, 이빨이 없다는 뜻)라는 이름까지 붙여준다. 이후에는 여러 가지 실험을 시작한다.
한편, 히컵의 아버지는 아들의 나약함을 볼수없어서 바이킹 훈련에 억지로 참여시킨다. 훈련에서도 무기를 들고 드래곤들과 맞서는 다른 아이들과는 다르게 히컵은 도망치기만 바빴고 훈련생들 사이에서도 엘리트로 꼽히는 소녀 아스트리드는 훈련이 장난인줄 아냐며 히컵을 한심하게 여긴다. 이때부터 히컵은 아침에는 훈련을 하고 오후에는 투슬리스를 길들이는것으로 하루를 지냈다.
투슬리스를 길들이면서 드래곤들의 세세한 특성을 알아내기 시작했고 그것을 훈련때 써먹으면서 다른 훈련생들의 이목을 사로잡더니 곧 마을에서 유명인사가 된다. 히컵을 추켜세우며 따라다니기 바쁜 다른 훈련생들과는 달리 아스트리드는 드래곤만 보면 도망다니기 바쁘던 그가 하루아침에 드래곤을 길들여나가는 모습을 보고 질투심과 의문감이 폭발한다. 결국 호기심을 참지못하고 그의 뒤를 밟았고 그가 전설로 통하는 드래곤 투슬리스를 숨겨둔것도 모자라 애완동물처럼 길들이기까지 하고있는 히컵의 행동을 보고 경악한다.
모든게 들통난 히컵은 사람들에게 알리러가는 아스트리드를 투슬리스의 등에 태우고 비행을 시작한다. 이에 그녀는 아예 넋이 나가버린다. 그런데 그때 한무리의 드래곤 무리들이 어딘가로 향하는걸 보게되고 그들을 쫓아갔다 둥지를 발견하게 된다. 사실 그들은 보스에게 먹이를 갖다바치고 있었고 보스의 눈밖에 나는 드래곤은 가차없이 잡아먹히는 것이었다.
다시 원래 있던 숲으로 돌아온후 아스트리드는 당장 이를 알려야한다고 했지만 히컵은 그랬다간 투슬리스가 죽는다며 만류한다. 다음날 가장 강력한 드래곤과 싸우게 된 히컵. 그는 모두가 보는앞에서 무기를 버리고 드래곤은 인간을 죽이는 살인병기가 아니란걸 알리려 하지만 전투를 중단하라는 바이킹 족장이 휘두른 도끼소리에 흥분한 드래곤이 불을 뿜으면서 히컵에게 덤벼들었다.
멀리서 이 소리를 들은 투슬리스는 곧바로 훈련장까지 날아와 드래곤을 공격하며 히컵을 구한다. 예상치 못한 투슬리스의 난입에 마을사람들은 광분했고 히컵은 당황스러워 어서 원래있던 곳으로 가라고 등떠밀지만 투슬리스는 꼼짝도 않고 몰려드는 사람들을 경계하며 히컵을 보호했고 바이킹 족장역시 도끼를 집어들었다. 진정하라는 아들의 말도 뒤로하고 투슬리스에게 덤볐지만 투슬리스는 보기좋게 족장을 깔아뭉개고 그를 죽이려한다. 하지만 히컵의 그만하란 한마디에 곧바로 행동을 멈췄고 곧 마을사람들에게 사로잡힌다.
족장은 아들이 희귀드래곤을 숨긴것도 모자라 드래곤이랑 화합을 하려는 이해못할 발상까지 하고있단걸 알고 분노를 감추지 못했고 아버지를 달래려던 히컵은 그만 둥지이야기까지 하고 말았다. 결국 족장은 바이킹들과 히컵을 이끌고 섬으로 향했고 히컵과 그 친구들은 마을에 있는 드래곤들을 풀은 뒤 타고 뒤를 쫓는다.
한편, 아버지는 싸움이 안된다는 걸 알고 후퇴하려고 한다. 그 때 히컵이 등장한다. 하지만 투슬리스가 타고 있던 배는 불이 타고 있었고 히컵은 급히 구해주러 가지만 물에 빠지게 된다. 하지만 이때 생각이 달라진 아버지에 의해 기적적으로 살아난다.
히컵은 투슬리스와 함께 대장 드래곤이랑 공중전을 하게 되고 결국 이긴다. 하지만 히컵은 불속으로 떨어지게 되고 투슬리스는 구하러 간다. 죽은 줄 알았던 아버지는 투스리스가 히컵을 구해준걸 알곤 엄청나게 기뻐하면서도 미안해한다. 후에, 마을에는 드래곤이랑 바이킹들이 함께 공존하면서 살게된다. 마지막엔 아스트리드가 히컵에게 키스를 한 뒤 영화는 끝나게 된다.

## 목소리 출연진
- 제이 바루첼 (히컵 역)

영화의 주인공. 드래곤만 보면 겁먹고 도망치기 바빠서 마을 사람들과 아버지의 평가는 '나약한 아이.' 대장장이의 조수로 일하고 있으며 마을 사람들이 드래곤이랑 싸움을 할때면 뒤에서 물자지원 하는 역할을 많이 한다. 그러던 어느날, 전설의 바이킹들도 못잡았다는 나이트퓨리를 낚아챘고 뜻하지 않은 이유로 날지 못하게 된 그를 돌보아주는동안 드래곤은 무조건 잡아들여야 한다는 상식에 의문이 생기기 시작했다.
- 제라드 버틀러 (스토이크 역)

바이킹 족장이자 히컵의 아버지. 드래곤만 보면 도망다니기 바쁜 아들을 한심하게 여기다 고버의 말을 듣고는 드래곤 훈련에 참여시킨다. 그러다 아들이 전설의 드래곤을 숨긴것도 모자라 드래곤들이랑 친구가 되려는 이해못할 발상을 하는걸 보고는 완전히 뚜껑이 열리고 만다.
- 아메리카 페레라 (아스트리드 역)

히컵의 짝사랑 상대. 뛰어난 운동신경과 민첩한 움직임으로 바이킹 훈련생들 사이에서도 엘리트로 손꼽힌다. 다른 아이들과 마찬가지로 히컵을 한심하게 여기고 있으며 훈련때도 사건사고나 몰고오는 그에게 훈련이 장난인줄 아냐며 한소리 한다. 하지만 어느날부턴가, 놀라운 솜씨로 드래곤을 길들여나가는 그를 보면서 질투심과 의문이 동시에 폭발한다.
- 크레이그 퍼거슨 (고버 역)

스토이크의 동료.
- 데이비드 테넌트 (스파이트 역, 특별 출연)

바이킹의 한 사람으로 등장한다. 그는 스토이크가 두 번째로 드래곤들의 둥지로 찾아갈때 등장한다. 테넌트는 전에 드래곤 길들이기의 예고편에서 목소리로 출연한적이 있다.
- 조나 힐 (스노트 역)
- T. J. 밀러 (터프넛 역)
- 크리스틴 위그 (러프넛 역)
- 크리스토퍼 민츠 플래지 (피쉬렉스 역)

## 음악
드래곤 길들이기의 사운드트랙인 How to Train Your Dragon: Music from the Motion Picture은 2010년 3월 23일 발매되었으며, 모든 음악은 존 파월이 담당하였다. 2010년에는 아카데미 작곡상 후보로도 올랐으나, 소셜 네트워크의 사운드트랙이 상을 받게 되었다. 전체적으로 모든 음악은 백 파이프와 틴 휘슬로 이루어진 스코틀랜드풍이 강하다.

## 평가
입소문 마케팅 등으로 인해 새로운 미디어 프랜차이즈의 시작인 작품으로 평가 받고 있으며, 아바타를 이은 3D 영화 효과를 잘 표현한 영화 작품이라고 평가 받고 있다. 또한 애니메이션 영화가 아이들의 전유물이라는 생각을 가지고 있던 성인 관객의 편견을 깨주었다는 평을 받고 있다. 서울 YMCA은 드래곤 길들이기를 어린이, 청소년들을 위한 영상물로 선정한 바 있다. 로튼 토마토와 박스오피스 매거진은 아바타만큼 뛰어난 작품이라고 평가하였다. 또한 대한민국의 연예인인 브라운 아이드 걸스도 감동적이라며 평가하였다. 이사강은 최고의 영화라며 극찬하기도 하였다.